# Marcelo Oliveira (ur. 1955)
Marcelo de Oliveira Santos (ur. 4 marca 1955 w Pedro Leopoldo) – brazylijski piłkarz, występujący podczas kariery na pozycji pomocnika.

## Kariera klubowa
Karierę piłkarską Marcelo rozpoczął w klubie Clube Atlético Mineiro. W I lidze brazylijskiej zadebiutował 29 sierpnia 1973 w przegranym 0-2 meczu z Desportivą Cariacica. Z Atlético Mineiro trzykrotnie zdobył mistrzostwo stanu Minas Gerais – Campeonato Mineiro w 1976, 1978 i 1979 oraz wicemistrzostwo Brazylii 1977. W 1976 roku był królem strzelców ligi stanowej Minas Gerais. Ostatni raz w barwach Atlético Mineiro wystąpił 13 czerwca 1978 w zremisowanym 1-1 wyjazdowym meczu z Goytacaz FC.
W 1979 roku przeszedł do Botafogo FR, w którym grał do 1982 roku. W Botafogo zadebiutował 7 listopada 1979 w wygranym 6-1 meczu z São Bento Sorocaba. Przez trzy lata wystąpił w barwach Botafogo w 30 meczach i strzelił 6 bramek. Kolejnym jego klubem był urugwajski Club Nacional de Football, gdzie grał w latach 1982–1983. Na początku 1983 roku powrócił do Atlético Mineiro. W Atlético Mineiro 15 maja 1983 w zremisowanym 0-0 meczu z Santos FC Marcelo po raz ostatni wystąpił w I lidze brazylijskiej. Ogółem w latach 1973–1983 wystąpił w niej w 124 meczach, w których strzelił 25 bramek.
W kolejnych latach grał jeszcze w Desportivie Cariacica, z którym zdobył mistrzostwo stanu Espírito Santo – Campeonato Capixaba w 1984 roku oraz Américe Belo Horizonte, w której zakończył karierę w 1985 roku.

## Kariera reprezentacyjna
Marcelo ma za sobą powołania do reprezentacji Brazylii. W 1975 roku wystąpił w Copa América 1975. Na turnieju wystąpił w trzech meczach Brazylii z: reprezentacją Wenezueli (debiut w reprezentacji 30 lipca 1975), Argentyną i Wenezuelą. Ostatni raz w reprezentacji wystąpił 14 lipca 1977 w wygranym 8-0 meczu z reprezentacji Boliwii w eliminacjach Mistrzostw Świata. W 90 min. meczu Marcelo zdobył swą jedyną bramkę w reprezentacji. Ogółem w reprezentacji rozegrał 6 mecze i strzelił 1 bramkę.

## Kariera trenerska
Po zakończeniu kariery piłkarskiej Marcelo został trenerem. Prowadził m.in. Atlético Mineiro, Ipatingę i Paranę Kurytyba. Na początku 2011 został trenerem Coritiby. Z Coxą zdobył mistrzostwo stanu Paraná – Campeonato Paranaense oraz dotarł do finału Copa do Brasil, gdzie Coritiba uległa CR Vasco da Gama.

### Sukcesy trenerskie
Cortiba
- mistrzostwo stanu Paraná (2x): 2011, 2012

Cruzeiro
- mistrzostwo Brazylii (2x): 2013, 2014
- mistrzostwo stanu Minas Gerias (1x): 2014